# فيفيان ريدينغ
فيفيان أديلايد ريدينغ (باللوكسمبورغية: Viviane Adélaïde Reding)‏ هي سياسية لوكسمبورغية من حزب الشعب المسيحي الاجتماعي ولدت في يوم 27 أبريل 1951 في إيش سوغ ألزيت في لوكسمبورغ. شغلت مناصب المفوضة الأوروبية للثقافة والتعليم والشباب من سنة 1999 حتى سنة 2004 وسبق لها شغل منصب المفوضة الأوروبية للعدل والحقوق والمواطنة من سنة 2010 إلى سنة 2014.